# مغناطيسية قديمة

مغناطيسية قديمة أو البالايومغناطيسية هي دراسة البيانات المقاسة للمغناطيسية الأرضية للصخور. تحتفظ معادن معينة في الصخور باتجاه وشدة مجال مغناطيسي معينين عند تكونها، وتعبر تلك البيانات عن السلوك المغناطيسي السابق للمجال المغناطيسي للأرض والمواقع السابقة للصفائح التكتونية. كما تحتفظ الصخور البركانية والرسوبية بسجل لتدرّج التقلبات الجيومغناطيسية، والتي تستخدم كمقياس زمني للتاريخ الجيولوجي. وكنتيجة لما أنجزه علماء الباليومغناطيسية تم رد الاعتبار لنظرية الانجراف القاري التي ظلت مثار جدل ورفض في الأوساط الأكاديمية، وفتحوا المجال إلى تطويرها وظهور نظرية تكتونيات الصفائح.